# ایهور ورتبسی
ایهور ورتبسی (اوکراینی: Ігор Петрович Варцаба؛ زادهٔ ۲۸ ژانویهٔ ۱۹۹۱) بازیکن فوتبال اهل اوکراین است.
از باشگاه‌هایی که در آن بازی کرده‌است می‌توان به باشگاه فوتبال دنیپرو اشاره کرد.
وی همچنین در تیم‌های ملی فوتبال Ukraine national under-17 football team, Ukraine national under-18 football team، و زیر ۲۰ سال اوکراین بازی کرده‌است.